# Jorge Manuel Viana
Jorge Manuel Teixeira Viana, mais conhecido como Jorge Viana, (Lisboa, 9 de Junho de 1924 - 2010) é um arquitecto português. Foi responsável por um vasto e diversificado conjunto de obras, algumas das quais de grande impacto, como o Estádio do Restelo e a Igreja da Tabaqueira.

## Biografia

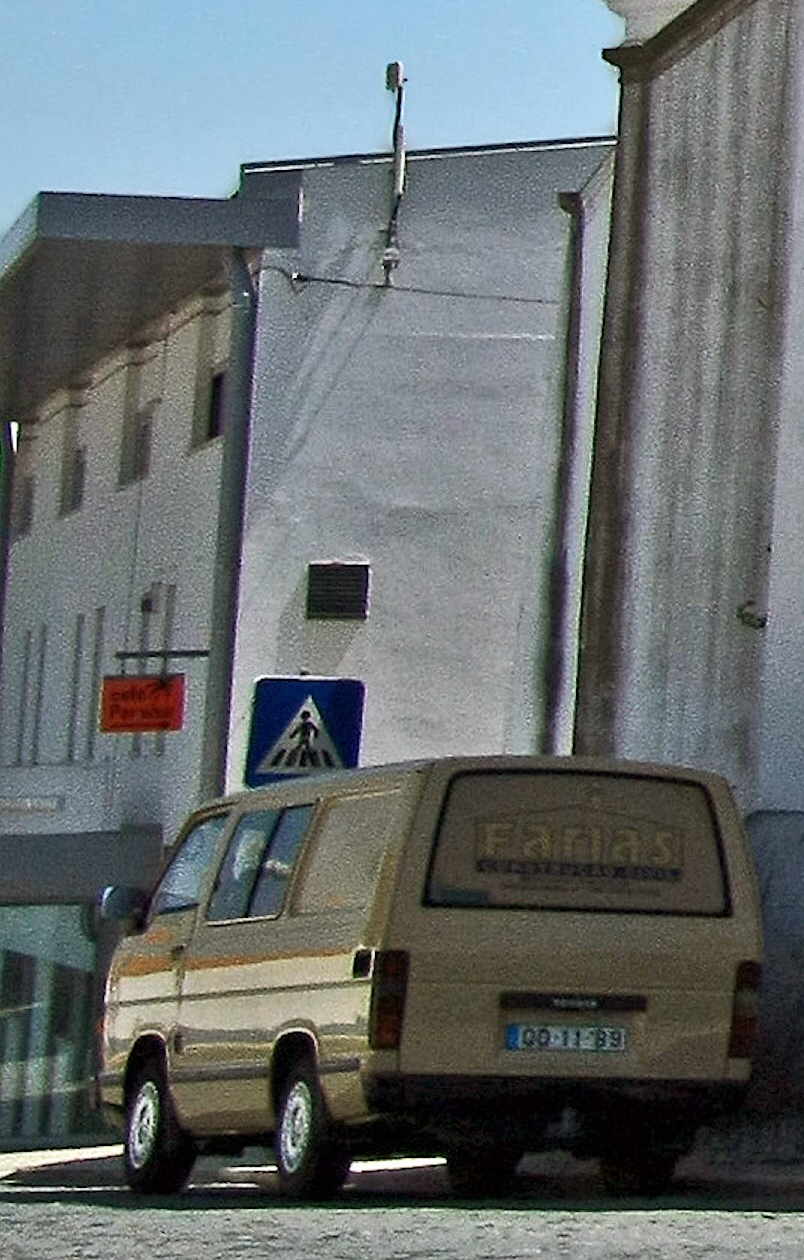
Mercado Municipal de Castro Verde.

Jorge Viana nasceu em 1924, na cidade de Lisboa. Frequentou a Escola Superior de Belas Artes de Lisboa, onde tirou o diploma em 1952.
Iniciou a sua carreira na arquitectura ainda durante o período como estudante, tendo trabalhado com os Carlos Chambers Ramos e Carlos Manuel Oliveira Ramos entre 1946 e 1953. Foi ainda durante esta fase que foi co-responsável pelo Estádio do Restelo, cujo projecto foi publicado na revista Arquitectura em 1952. Este desenho destacou-se pela sua concepção do ponto de vista estrutural e pelo apuramento construtivo, tendo sido planeado no sentido de utilizar um «um sistema misto de alvenaria e betão armado», onde «toda a estrutura é em betão armado», enquanto que os movimentos de terras necessários, provocam vários muros de suporte [em] alvenaria aproveitando na medida do possível a pedra arrancada do local». Este é considerando um exemplo precoce da forma como Jorge Viana fez a adaptação dos sistemas construtivos aos correspondentes projectos, e da grande importância que este modelo teve na qualidade da arquitectura final, estratégia que seria utilizada ao longo da sua carreira profissional.
Outros trabalhos seus incluíram infraestruturas portuárias, programas de planeamento urbano nos concelhos de Oeiras e da Moita, e vários equipamentos no Alentejo e no Algarve. Porém, a maior parte da sua obra foi centrada na habitação, área na qual manifestou interesse desde os seus tempos de estudante, tendo por exemplo o seu trabalho final de curso sido um estudo sobre um sistema de habitação evolutiva, que ele próprio denominou de polifásica, e que consistia num núcleo central compacto, em redor do qual poderiam ser acrescentados volumes. Este ideal foi depois aplicado na sua carreira, por exemplo nos planos para casas-pátios que foram encomendados pela Sociedade Nacional de Fomento Imobiliário para um bairro residencial na Amadora, e onde surge a influência do artista francês Le Corbusier. Porém, a sua proposta foi rejeitada pelo engenheiro Sá e Melo, que dirigia os Serviços de Urbanização do Ministério das Obras Públicas, que considerou que a disposição em pátio era contra os ideais do regime. Participou em cerca de sessenta projectos para habitações unifamiliares na área de Lisboa, onde colaborou com vários artistas plásticos. Em 1960 integrou-se no Gabinete de Estudos das Habitações Económicas da Federação de Caixas de Previdência, onde esteve durante cerca de quatro anos, tendo sido responsável pelo planeamento de várias células habitacionais no bairro dos Olivais Sul, em Lisboa, que na altura foi considerado como o principal centro de estudos para habitação colectiva em Portugal. Demonstrou um especial interesse pela utlização de peças pré-fabricadas na construção, na transformação de roulottes e caravanas, e no conceito da célula habitacional mínima, que nessa altura estava em voga.
Em 1960 fundou um atelier com António Matos Gomes e Francis Leon, na Avenida Duque de Ávila, em Lisboa, que deixou nos princípios da década de 1980. Durante este período deu uma maior ênfase a outro tipo de estruturas públicas em detrimento do mercado habitacional, como a Igreja da Tabaqueira em Albarraque, em 1964, diversas estalagens e mercados, como o de Castro Verde em 1977, de Vila Nova de Milfontes em 1978 e de Odemira no ano seguinte, e vários centros paroquiais, creches e lares de terceira idade, destacando-se o edifício da Misericórdia de Castro Verde, em 1978. As suas obras demonstram também uma forte ligação com as artes plásticas, especialmente aquelas de tradição nacional, como os azulejos e as calçadas. Em Janeiro de 2019, a Igreja da Tabaqueira foi classificada como Monumento de Interesse Público, tendo a portaria de classificação destacado que «foi uma das primeiras obras a concretizar o espírito da reforma litúrgica Conciliar».
Em Novembro de 2001, algumas das obras de Jorge Viana foram apresentadas na exposição (In)formar a Modernidade. Arquitecturas Portuenses, 1923-1943: Morfologias, Movimentos, Metamorfoses, organizada pela Faculdade de Arquitectura da Universidade do Porto, no âmbito do programa da cidade do Porto como Capital Europeia da Cultura.
Em 2006, o seu extenso espólio passou a ser administrado pelo Instituto da Habitação e Reabilitação Urbana, de forma a proceder-se ao seu estudo, principalmente nos trabalhos preparatórios para o processo de classificação da Igreja da Tabaqueira, tendo sido igualmente lançado um livro sobre a sua obra. Os seus arquivos foram preservados no Forte de Sacavém, em conjunto com os de outros destacados arquitectos e artistas nacionais. O protocolo para a transferência foi assinado em 23 de Janeiro de 2007, numa cerimónia em que participou Jorge Viana.
Faleceu em 2010. Em 9 de Junho de 2012, a autarquia de Oeiras inaugurou a exposição «Jorge Viana, Arquiteturas - Natureza, Máquina, Sentimento», de retrospectiva e de homenagem a Jorge Viana, no Centro Cultural Palácio do Egipto. Esta iniciativa teve o apoio da Faculdade de Arquitectura da Universidade Técnica de Lisboa, do Instituto de Habitação e Reabilitação Urbana, da empresa Consulmar, onde trabalhou, e da família de Jorge Viana.

## Leitura recomendada
- RIBEIRO, João Salvado; FERNANDES, José Manuel (2012). A igreja do Bairro da Tabaqueira: Uma obra de Jorge Viana. Oeiras: Adictologia Unipessoal. 219 páginas. ISBN 978-989-97874-0-7